# 奥田喜久司
奥田 喜久司（おくだ きくじ、1894年(明治27年)2月4日 - 1939年(昭和14年)11月4日）は、日本の海軍軍人。少年飛行兵制度を発案することで予科練に至る基礎をつくり、のちに航空隊司令として作戦指揮中に戦死した海軍少将である。

## 人物・来歴

### 略歴
奥田は兵庫県出身で、神戸一中を経て1914年（大正3年）に海軍兵学校を卒業した海兵42期生である。席次は117名中54番であった。翌年12月海軍少尉任官。海軍砲術学校高等科学生を経て、「洲埼」分隊長。次いで「神威」艤装員としてアメリカ合衆国に出張した。同艦分隊長、「島風」砲術長兼分隊長と砲術畑を歩む。
同期生の先頭を切って近藤泰一郎と共に海軍大学校甲種学生（23期）に進み、卒業後航空に転科。霞ヶ浦航空隊附兼教官となり、1926年（大正15年）12月1日、少佐へ進級。海軍大学校教官、海軍航空本部出仕、連合艦隊司令部附を経て、第一航空戦隊参謀、横須賀鎮守府参謀、軍令部出仕（一班）兼軍務局出仕（一課）等を歴任した。少年飛行兵制度の創設を提案したのはこの少佐時代であった。中佐へ進級しジュネーブ海軍軍縮会議随員を命ぜられ、国際連盟陸海軍問題常設諮問委員会海軍代表随員、同空軍代表随員、国際連盟軍備縮小準備委員会代表委員随員、国際航空委員会代表随員を兼任する。
帰国後、再び海軍大学校教官、第一航空戦隊参謀を経て、1935年（昭和10年）11月15日、大佐昇進と同時に「神威」艦長となる。海軍航空本部総務部第一課長を経て、第十三航空隊司令に就任。第十三航空隊は第二連合航空隊司令官大西瀧治郎の麾下にあった。奥田には既に転任通知が届いていたが、漢口空襲に対する報復のため成都爆撃作戦への同行を望む大西に代わり、自ら指揮官として参加した。この攻撃は第一連合航空隊、第二連合航空隊の陸上攻撃機全63機で実施されたが、奥田が搭乗した総指揮官機は、戦闘機の迎撃によって被弾したのち、垂直降下して地上に激突。奥田は戦死した。奥田は降下前に直立し操縦員二人を一瞥した姿が目撃されている。
奥田ら戦死者の追悼式における大西の弔辞は涙で震え、大西は倒れてしまい病室に運ばれた。奥田の死はその翌日に、同期生である大西新蔵、三戸寿から遺族に伝えられたが、その対応は毅然としたものであった。

### 少年飛行兵制度
奥田が発案した少年飛行兵制度は、高等小学校を卒業した少年を教育し、早くから操縦技術を学ばせることによって、優秀な搭乗員を多数養成することを目的としたものであった。この制度によって養成されたものが、太平洋戦争初期に名人芸とも言われる技量を発揮した日本海軍航空部隊の主力をなした。